# Reggenza di Gunung Kidul
La reggenza di Gunung Kidul (in indonesiano Kabupaten Gunung Kidul) è una reggenza (kabupaten) dell'Indonesia situata nella regione speciale di Yogyakarta.